# Alexander Krieger
Alexander Krieger (Stuttgart, 28 de novembro de 1991) é um ciclista alemão que compete com a equipa Alpecin-Fenix.

## Biografia
Em agosto de 2018 terminou 27.º no Campeonato da Europa de Estrada em Glasgow.
No final de julho de 2019 foi pré-selecionado para representar a seu país no Campeonato da Europa de ciclismo em estrada.

## Palmarés
- 2020
  - 3.º no Campeonato da Alemanha em Estrada

## Resultados em Grandes Voltas
| Corrida | Corrida         | 2020 | 2021  | 2022 |
| ------- | --------------- | ---- | ----- | ---- |
|         | Giro d'Italia   | —    | 140.º | Ab.  |
|         | Tour de France  | —    | —     | —    |
|         | Volta a Espanha | —    | 117.º | —    |

―: não participa
Ab.: abandono

## Equipas
- Team Heizomat (2010-2012)
  - Team Heizomat Mapei (2010-2011)
  - Team Heizomat (2012)
- Rad-Net Rose Team (2013)
- Team Stuttgart (2014)
- NetApp-Endura (stagiaire) (08.2014-12.2014)
- Leopard (2015-2019)
  - Leopard Development Team (2015)
  - Leopard Pro Cycling (2016-2019)
- Alpecin-Fenix (2020-)